# Monte del Precipizio
Il Monte del Precipizio o Monte del Salto (latino Saltus Domini, arabo Jebel Qafzeh) è un piccolo monte situato circa 2 km a sud-est di Nazaret, in Israele, che si eleva di circa 200 m a picco sulla pianura di Esdrelon.
Una tradizione cristiana tardiva (IX secolo) lo identifica con il ciglio/precipizio nel quale, secondo il Vangelo di Luca (4,29-30), fu condotto Gesù dai suoi compaesani increduli, per essere ucciso, ma dai quali riuscì a sfuggire, passando tra la folla.
Appunto nel IX secolo vi fu eretto un oratorio e un piccolo monastero, dei quali attualmente sono presenti le rovine.
Nel periodo che va dal 1933 al 1935 il paleontologo francese René Neuville e Moshe Stekelis, ricercatore della Hebrew University effettuarono scavi e scoprirono una grotta preistorica nella quale erano presenti quattro metri di strati sovrapposti, che evidenziarono i resti di vari fossili umani, stimati come Homo sapiens, la cui datazione risalirebbe a 90-100 000 anni fa. 
La sepoltura della grotta ha messo in luce che già a quell'epoca era diffusa una certa sensibilità religiosa; in una sepoltura sono stati trovati un bambino collocato ai piedi di una donna,  presumibilmente la madre, inseriti in una tomba scavata nel terreno; in un'altra un adulto avente le ginocchia rialzate; in un'altra ancora un ragazzo sdraiato sulla schiena con un palco di daino sulle mani; l'aspetto fisico degli abitanti di Qafzeh ritrovati, appare moderno, anche se la cultura è simile a quella dei neandertaliani che vivevano nella zona.
Sono stati rinvenuti anche numerosi resti di roditori e conchiglie perforate provenienti dal mar Mediterraneo, la cui funzione pare essere stata di monile per collane o amuleto. È stata rilevata la presenza di ocra rossa su parecchi arnesi.

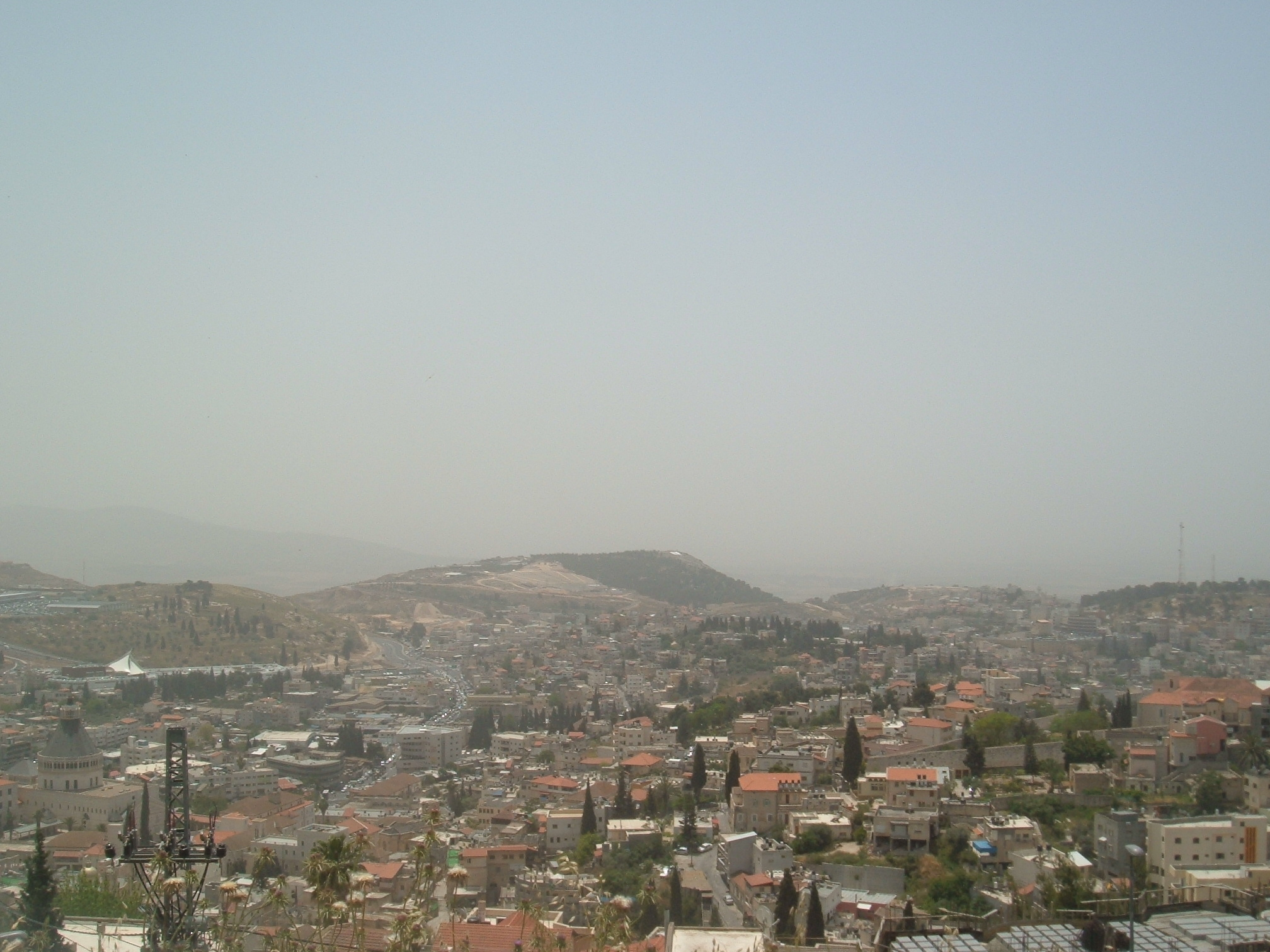
Monte del Precipizio visto dalla chiesa Salesiana a Nazaret